# 羅須地人鉄道協会

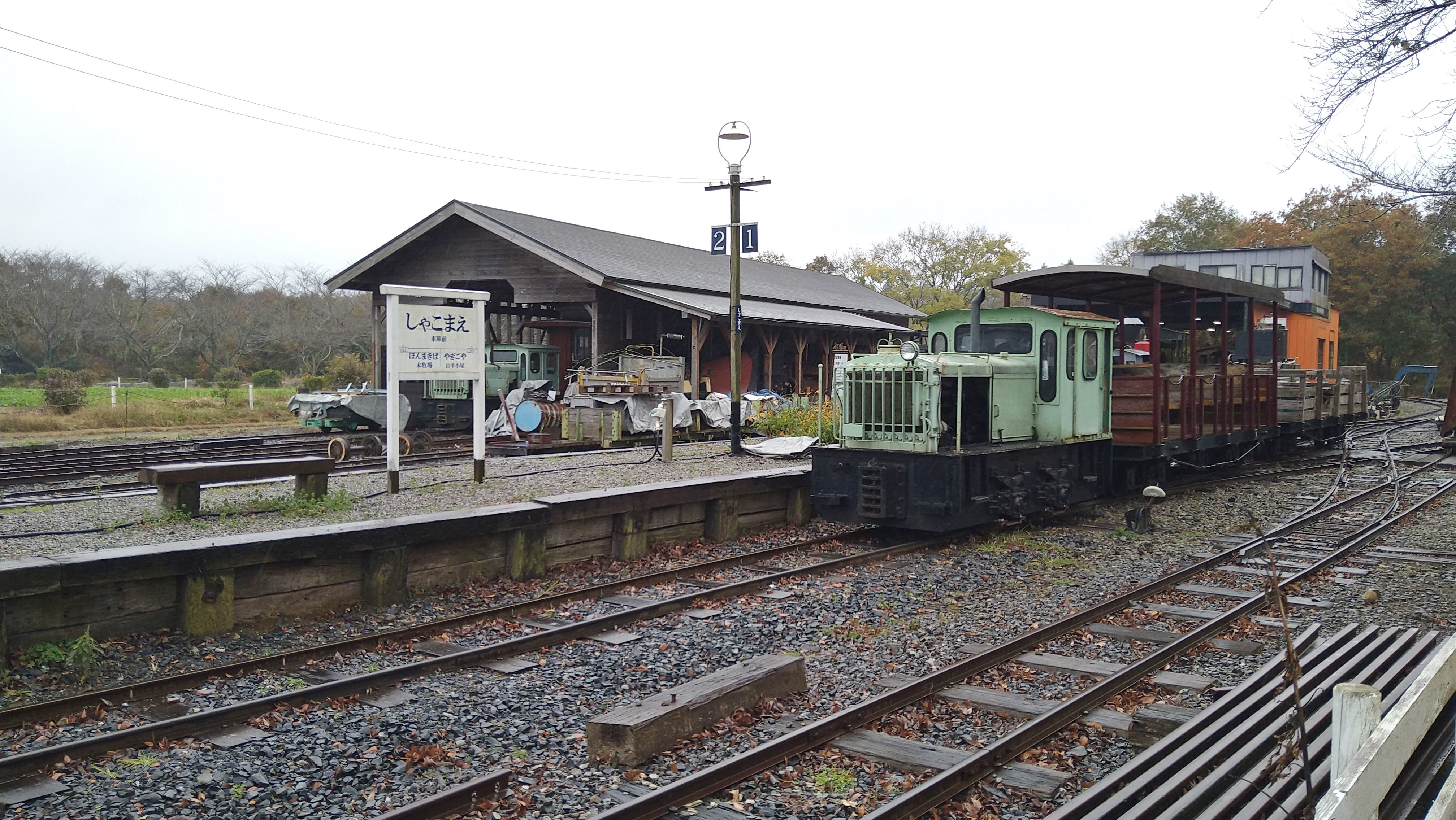
羅須地人鉄道協会が運営するまきば線

羅須地人鉄道協会（らすちじんてつどうきょうかい）とは、成田ゆめ牧場まきば線を拠点に軽便鉄道の動態保存などを行っている鉄道ファンのグループである。
名称は宮沢賢治が農民の生活改善を目的に設立した羅須地人協会に由来する。

## 概要
成田ゆめ牧場の敷地内に「まきば線」（牧場線）として線路（610mm）、ターンテーブル、機関庫などを有し、通常はディーゼル機関車の運転を、年に数回動態保存された蒸気機関車を走行させるなどして牧場の観光に一役買っている。
会員は50名ほどで、その一部は多くの国家試験や豊富な機械加工の経験があり、一般的には難しいとされている蒸気機関車の動態保存の実現に役立っている。アマチュアグループながら蒸気機関車の新製能力も保有し、同グループにより1981年から2024年にかけて6両の蒸気機関車が製造されている。

## 沿革
1973年（昭和48年）4月「羅須地人鉄道協会」発足。東京都町田市内の山林を借り「種山ヶ原」と名付け2フィート軌道の敷設に着手、酒匂川で使用されていたナベトロ（土木工事用側倒車）を入線させ、保存活動を開始。
一方、「全日本小型機関車研究会」の活動を引き継ぐ形で、新潟県糸魚川市の東洋活性白土（現在は会社解散）の協力を得て、同社の専用線で蒸気機関車3号機の動態保存運動を開始。
1974年11月、ディーゼル機関車（加藤製作所製）購入、4号機となる。
1975年12月、ディーゼル機関車（加藤製作所製）購入、5号機となる。
1978年3月、台湾の基隆炭鉱専用線から3号機と同型の蒸気機関車を輸入、6号機となる。
1981年3月、神戸ポートアイランド博覧会（ポートピア'81）に2両の蒸気機関車（3号機、6号機）とディーゼル機関車（4号機）を貸し出し会場内で運行したが、返却時の整備状態をめぐって博覧会協会側と見解が対立し、民事訴訟を起こすも最終的に敗訴した。
同年4月、当会初の自作蒸気機関車『インジャン・ジョー（INJUN JOE）』完成、12号機となる。
1982年10月、東洋活性白土の解散に伴い同社の専用線も廃止、10月10日のお別れ運転会を以て、動態保存運動は一時中断する。
1983年7月、当会2両目の自作蒸気機関車『マフ・ポッター（MUFF POTTER）』完成、11号機となる。新宿・小田急百貨店の催事場で展示される。
1984年3月、富山県の立山砂防軌道からスクラップ業者経由で、3両のディーゼル機関車（酒井工作所製）と人車とトロッコを購入。機関車は101号機、102号機、103号機となる。
同年5月、静岡県富士宮市のテーマパーク小田急花鳥山脈にて11号機（マフ・ポッター）の運行を開始、1989年まで実施。
花鳥山脈での活動と並行して、新たな活動候補地として、蓼科高原、安曇野、国鉄長倉線跡、国鉄太子線跡、接岨峡温泉などで調査を実施、地元自治体との協議まで進んだり、実際に車輛を持ち込んで展示走行した候補地もあったが、実現には至らなかった。
1993年12月、千葉県成田市の成田ゆめ牧場にて動態保存運動を再開、キャンプ場跡地に2フィート軌道の敷設を開始。その後、各地に分散して保管されていた車両などが搬入される。
1994年4月、11号機（マフ・ポッター）を使用して蒸気機関車による展示運行を開始。
1996年10月、木橋の完成に伴い、1周約500mの軌道『まきば線』が全通。
1999年4月、静態保存されていた東洋活性白土専用線1号機を購入、動態復活に向けてレストア作業開始。
2000年6月、富山県の立山砂防軌道で開催された国際トロッコサミットに参加、6号機を有火展示走行。
2004年に公開したスタジオジブリの映画「ハウルの動く城」にて劇中に使われる蒸気機関車の音やだるま式転轍機の音を収録するために取材を受けた。スタッフクレジット内の協力の欄に成田ゆめ牧場とともに当グループが記載されている。
2005年8月19日-21日の東京ビッグサイトで開催された第6回国際鉄道模型コンベンション（JAMコンベンション）に参加した。屋外展示場に仮設した線路で、11号機（マフ・ポッター）と元立山砂防軌道の貨車で体験乗車を行った。
2006年7月25日には宇宙作家クラブ例会で笹本祐一、山北篤、野尻抱介、あさりよしとおらが来場、蒸気機関の説明を受けた。
2007年7月、江戸東京博物館で開催された「大鉄道博覧会」展示のため東洋活性白土専用線2号機の整備を実施。
2008年10月2日・3日の両日には日本鉄道保存協会の総会に参加、10月12日にはNHKデジタルBS-2『熱中時間“鉄分補給”スペシャル3』に鉄道ファンとしてスタジオ出演した。
2011年6月16日には木造客車の元井笠鉄道のホハ2（西武鉄道時代は31）、ホハ5（西武鉄道時代は33）が西武園ゆうえんちから搬入された。
2015年12月26日・27日に東京芸術劇場および池袋西口公園にて開催された「池袋鉄道模型芸術祭」に参加。11号機（マフ・ポッター）とナベトロを池袋西口公園に仮設した線路上を展示走行した。
2016年1月24日に８輪ダンプを鉄道車両に改造した砕石散布車が導入された。メーカー名から「ヤンマー」と呼称され、2024年に開催された「まきば線まつり」でも展示走行された。
2017年3月25日・26日に「第2回池袋鉄道模型芸術祭」に参加。11号機（マフ・ポッター）と元立山砂防軌道の人車を池袋西口公園に仮設した線路上を展示走行および体験乗車を行った。
2018年5月、当会3両目の自作蒸気機関車『ジンジャー(GINGER)』完成、7号機となる。。
2018年8月17日-19日に東京ビッグサイトで開催された第19回国際鉄道模型コンベンション(JAMコンベンション)に13年ぶりに参加した。7号機（ジンジャー）と元立山砂防軌道の人車を会場内に仮設した約50mの線路上で体験乗車を行った。建物内は火気厳禁であるために圧縮空気で動かした。
2019年4月、当会4両目の自作蒸気機関車『バンビーノ（BAMBINO）』完成、8号機となる。
2019年8月16日-18日に東京ビッグサイトで開催された第20回国際鉄道模型コンベンション(JAMコンベンション)に参加した。11号機（マフ・ポッター）とナベトロを改造した客車を、会場内に仮設した約50mの線路上で走らせて体験乗車および体験運転を行った。
2019年9月9日に上陸した令和元年房総半島台風によって線路内への倒木やナベトロが脱線転覆するなどの被害を受け、また成田ゆめ牧場自体も停電により営業を休止したため、全線で運休した。
2019年9月14日に成田ゆめ牧場の再開に併せ、全線で運転を再開した。
2020年5月3日-5日に予定されていた糸魚川時代から続くゴールデンウィークの蒸気機関車による運転会が新型コロナウイルスの感染拡大に伴う緊急事態宣言によって成田ゆめ牧場の休園が決まったため中止となった。その後、感染対策を取った上で5月30日より蒸気機関車の運行が再開された。
2020年5月17日にNHK衛星放送テレビジョンで放送された『COOL JAPAN〜発掘!かっこいいニッポン〜』にて当グループが出演した。
2020年6月6日にTBSで放送された『A-STEP』にて当グループが放送された。
2020年12月5日に元井笠鉄道のホハ5が営業運行を開始した。
2021年9月、当会5両目の自作かつ初の3軸3シリンダー蒸気機関車完成、9号機となる。この機関車はその後『マズルカ（MAZURKA）』と命名される。
2022年3月20日・21日に「第7回池袋鉄道模型芸術祭」に参加。池袋西口公園に仮設した線路上で有火による7号機（ジンジャー）の体験運転を行った。
2022年8月19日-21日、第21回国際鉄道模型コンベンション(JAMコンベンション)に参加。7号機（ジンジャー）と立山トロッコを改造した客車を持ち込み、会場内に仮設した約50mの線路上で体験乗車を行った。
2022年3月18日・19日に「第8回池袋鉄道模型芸術祭」に参加。池袋西口公園に仮設した線路上で7号機（ジンジャー）に立山人車を連結し体験乗車を行った。
2023年8月、鉄道模型コンテストにて、製造中の自作蒸気機関車『OSCAR（オスカー）』の展示を行った。このオスカーは、2024年6月に株式会社関水金属が開設した「KATO Railway Park」の関水本線に納入するため、当会6両目の蒸気機関車として製造された。
2023年8月、第22回国際鉄道模型コンベンション（JAMコンベンション）に参加。8号機（バンビーノ）と立山トロッコを改造した客車を持ち込み、会場内に仮設した約50mの線路上で体験乗車および機関車添乗を行った。
2023年12月、東洋活性白土専用線1号機のレストア完了、動態復活。12月16日、羅須地人鉄道協会設立50周年記念式典開催、翌17日には「まきば線まつり」開催。1号機、3号機、6号機、7号機（ジンジャー）、8号機（バンビーノ）、9号機（マズルカ）、オスカーに火が入ったほか、圧縮空気駆動に改造された11号機（マフ・ポッター）も走行、蒸気機関車八重連（11号機は無火）運行や101号機・102号機・103号機によるディーゼル機関車三重連運行を行ったり、レストアされた頸城鉄道ラキ1などの展示走行も行われ、多くのファンで賑わった。

## 保有車両

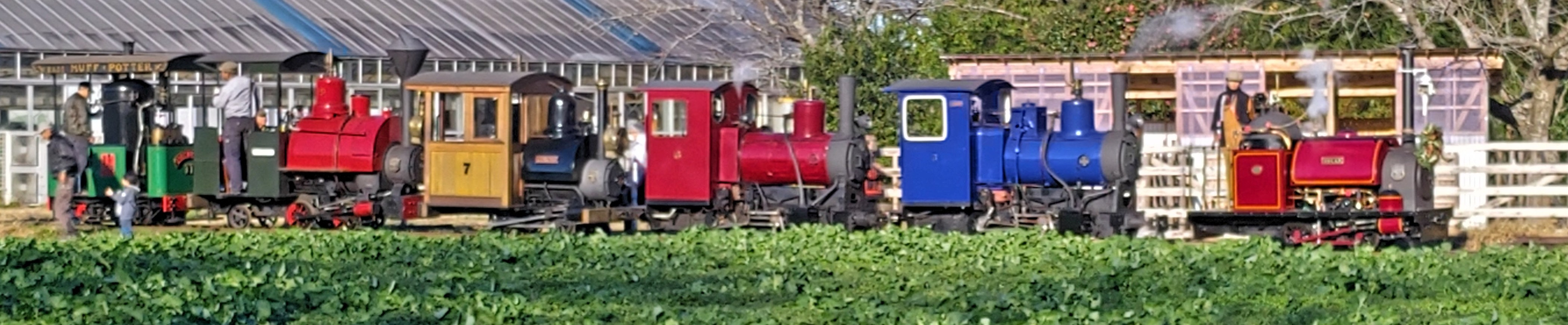
羅須地人鉄道協会の動態保存の蒸気機関車たち。
右から順にオスカー、3号機、6号機、7号機（ジンジャー）、8号機（バンビーノ）、11号機（マフ・ポッター）

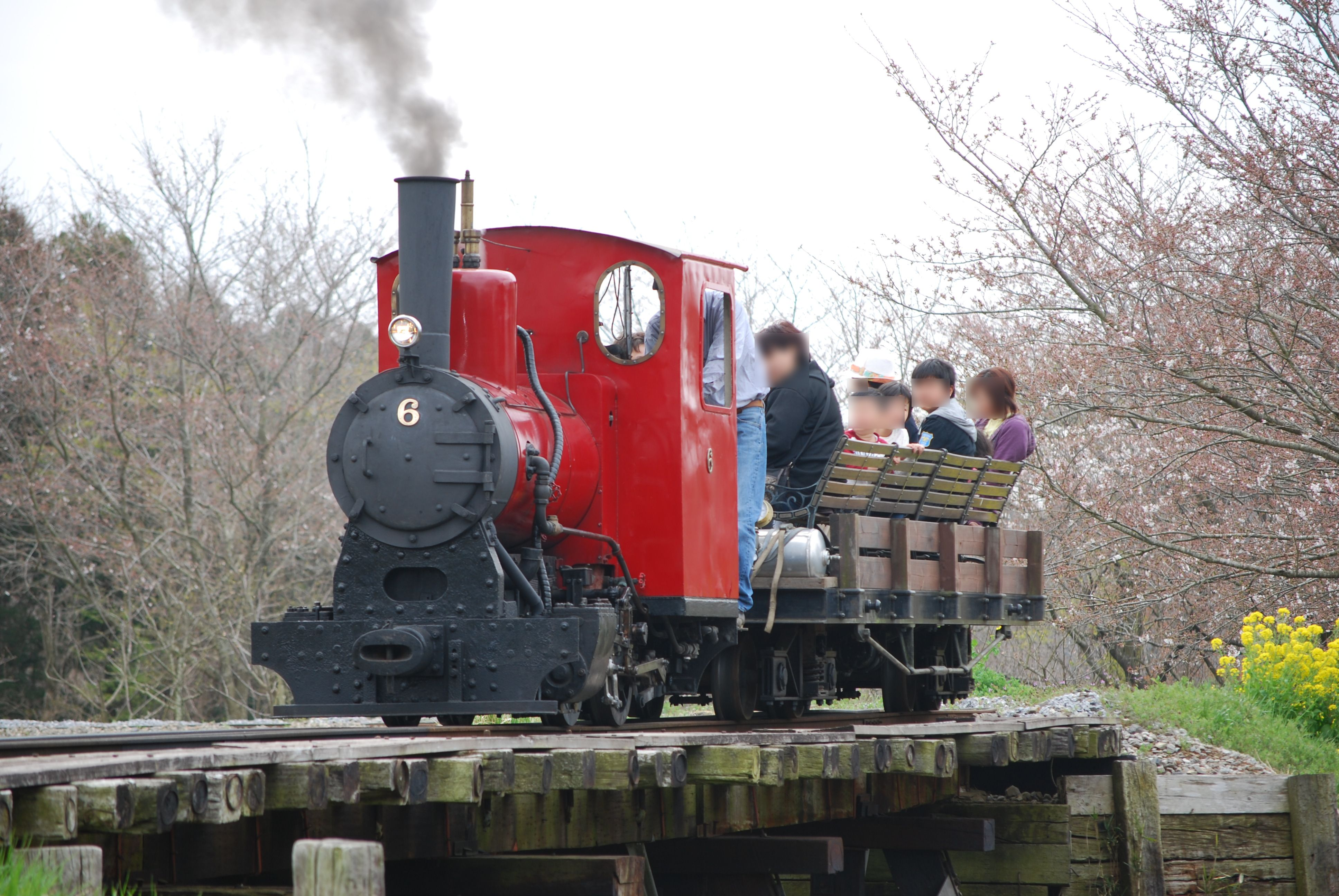
楠木製作所製6号機

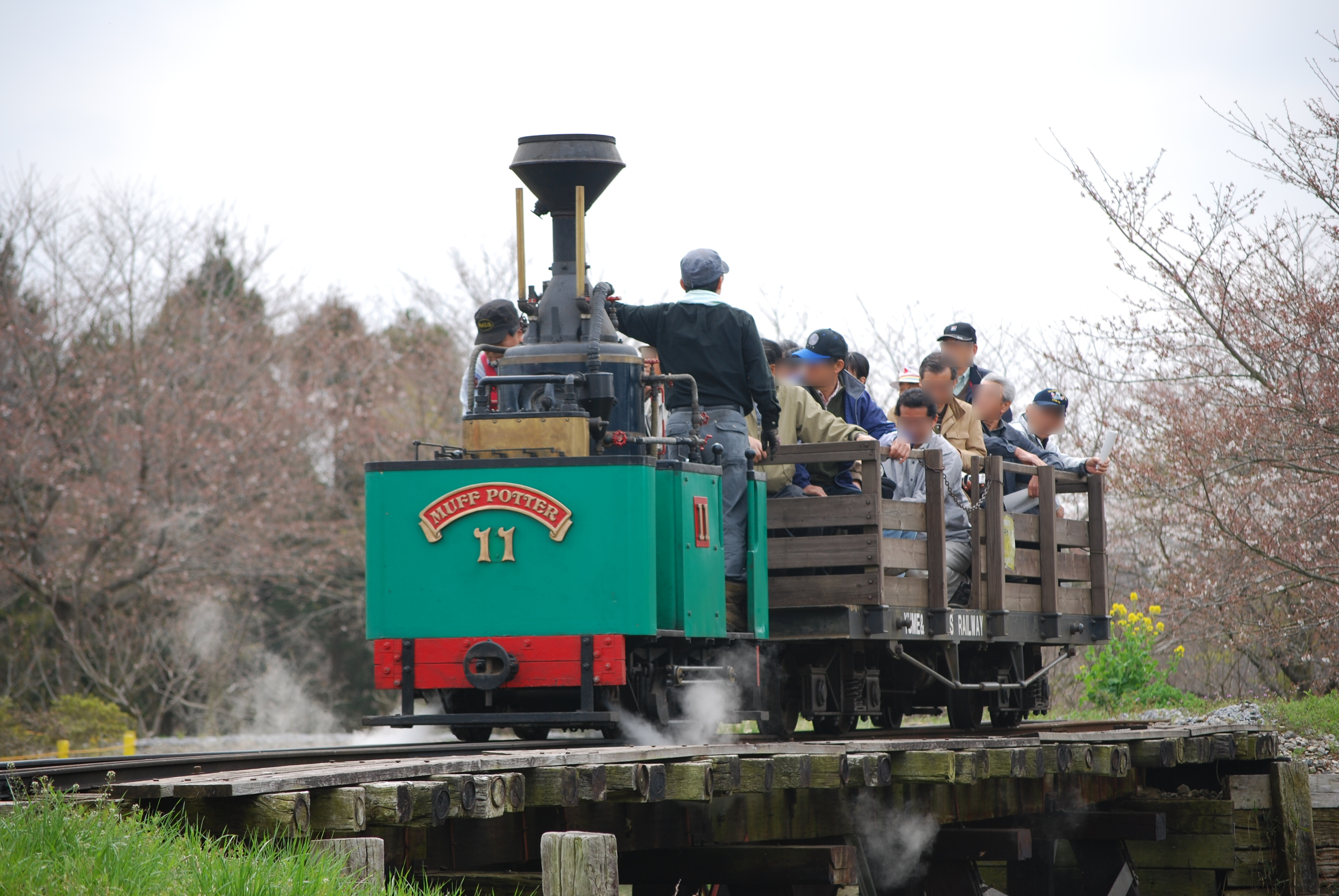
協会製11号機「マフ・ポッター」

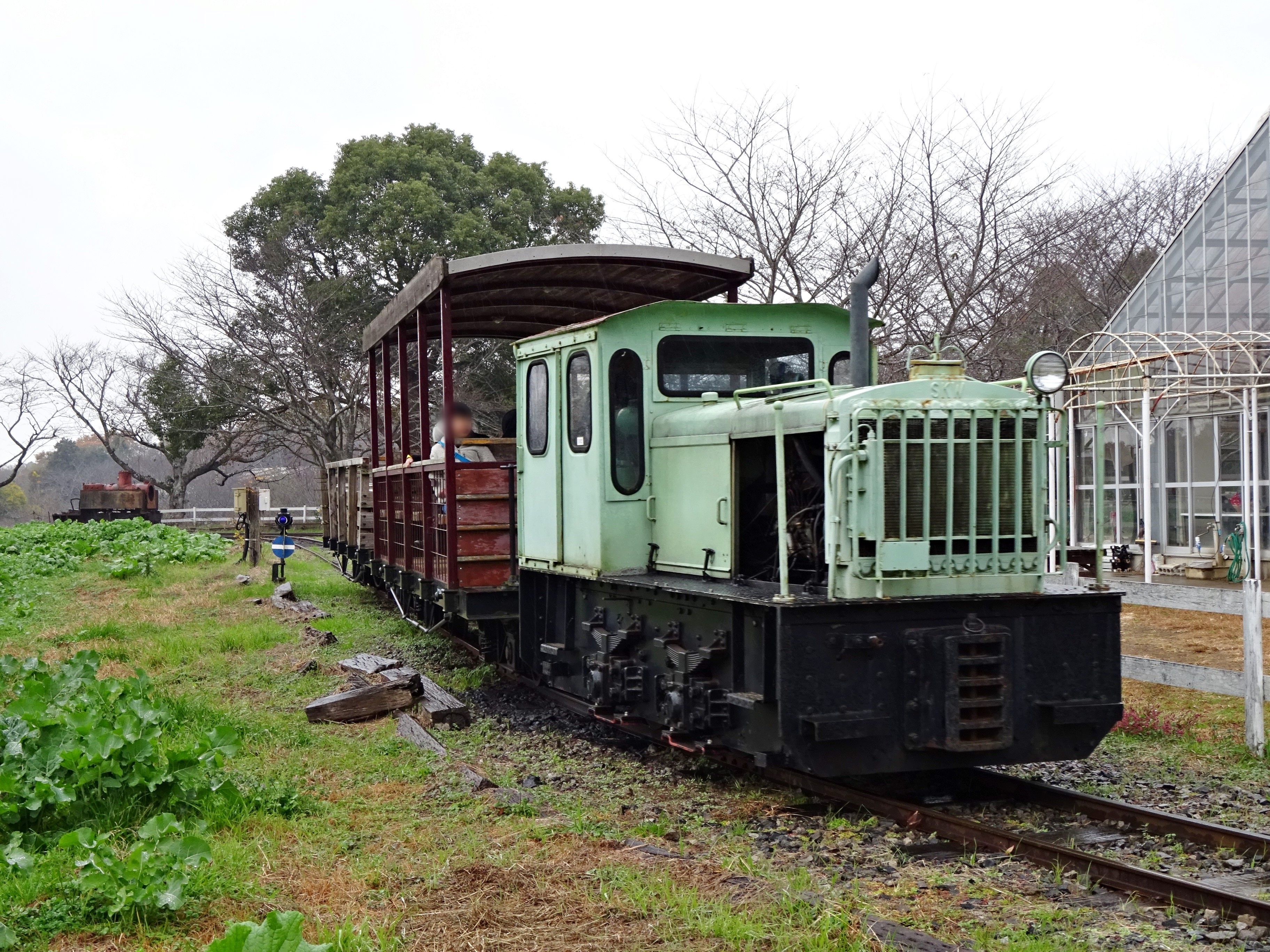
酒井重工業製102号機

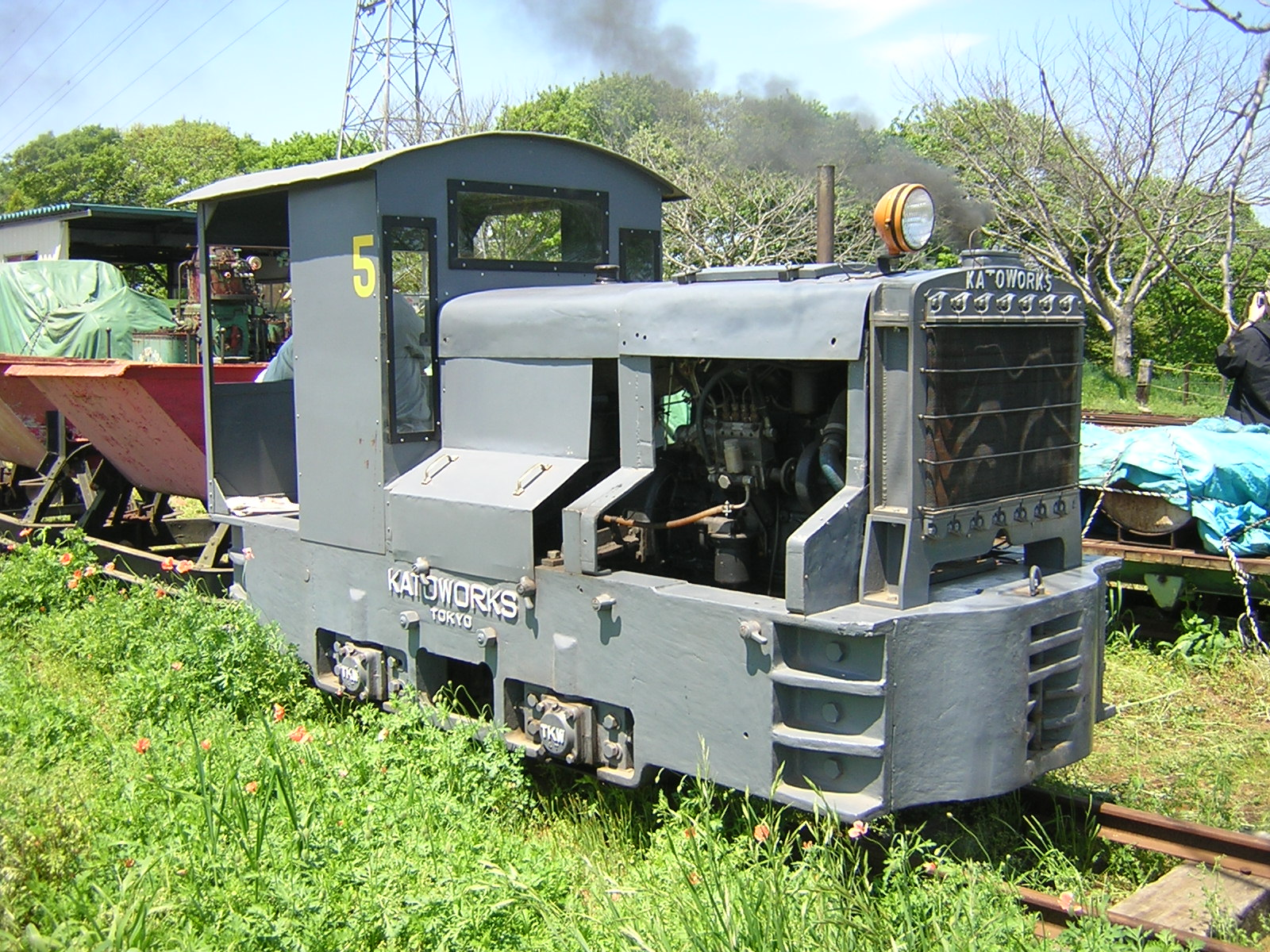
加藤製作所製5号機

詳細はこちら（）も参照。
蒸気機関車
- 製造所不明
  - 1号機

元東洋活性白土専用線の1号機。製造年不明、整備重量推定8トンのタンク機関車。カラーリングは黒色で、東洋活性白土時代は姫川にちなんだ「ひめかわ」の愛称があった。1982年の専用線廃止後は糸魚川市の建設会社で保存されていたが、1999年にまきば線に搬入された。ボイラーを完全新造するなど長年に渡るレストアの末、2023年に動態復活した。
- 楠木製作所製
  - 3号機

元基隆炭鉱鉄道（台湾）。1936年または1939年製造、整備重量3.5トンのタンク機関車。カラーリングは青色。前身である全日本小型機関車研究会によって1972年に日本に里帰りした。復活整備は当時の国鉄小倉工場で行われ[26]、また日本海博覧会への貸し出し直前にも当時の国鉄松任工場で整備が行われた[27]。1981年のポートピア貸し出し時の整備不良と1982年の東洋活性白土専用線廃止により一時静態となっていたが、1997年にレストアが実施され動態復活。2014年にボイラーを損傷し運用離脱したが、2022年に復帰した[24][28][29]。
  - 6号機

元基隆炭鉱鉄道（台湾）。1939年または1941年製造、整備重量3.5トンのタンク機関車。カラーリングは赤色。3号機の同型機で、1978年に本協会によって里帰りした。1981年のポートピア貸し出し時の整備不良で走行不能になり、2000年になって動態復活した。また同年に立山砂防軌道で開催された「国際トロッコサミット」に出張し、同線を展示走行した[24][28][30][31]。
- 羅須地人鉄道協会製
  - 12号機「INJUN JOE（インジャン・ジョー）」

協会が初めて製造した蒸気機関車。1981年製造、整備重量2トン。カラーリングは緑色で、愛称は「トム・ソーヤーの冒険」の登場人物にちなんでいる。薪焚きの縦型ボイラーを持つ2軸ボギー車で、進行方向右側面の蒸気エンジンからのベルトドライブで、2つの車軸がロッドで連動する後部台車を駆動している。まきば線入線後の1997年に部品故障で走行不能になり、2019年から長年に渡るレストアの末、2024年に再び走行可能になった[24][28][32][33]。
  - 11号機「MUFF POTTER（マフ・ポッター）」

2両目の協会製蒸気機関車。1983年製造、整備重量1.6トン。カラーリングは緑色で、愛称は「トム・ソーヤーの冒険」の登場人物にちなんでいる。まきば線入線から2000年までは1号機を名乗っていた。もともとは石炭焚きの縦型ボイラーに蒸気エンジンを組み合わせたスチームトラムスタイルで屋根もあったが、煙突の熱による焼損対策のため撤去された。小型軽量のため各地で出張運転を実施したが、2018年にボイラーに致命的な故障が発生したため、2019年に一旦圧縮空気駆動に改造されてボイラーを空気タンクに換装し、この際に一度撤去された屋根が復活している。さらに2024年にはボイラーを完全新造し、蒸気駆動に復元された[24][28][34][35]。
  - 7号機「GINGER（ジンジャー）」

2018年製造、整備重量2.1トン。カラーリングは木目入りのベージュ色で、愛称はショウガの英語名。H．K．ポーター社製の「亀の子」と呼ばれるサドルタンクの蒸気機関車をモデルとし、約75%のサイズに縮小してデザインされた。運転台は木製ながら、灯油焚き炉筒煙管ボイラーや無給油軸受の採用など技術面でも現代的にアレンジされている[28][36][37]。
  - 8号機「BAMBINO（バンビーノ）」

2020年製造、整備重量3トン。カラーリングは青→赤色で、愛称は「少年」を意味するイタリア語。7号機（ジンジャー）の兄弟機として設計されたサドルタンク機で、蒸気機関車の構造の研究を目的とした試作機的な性格が強く、軸配置の変更（0-6-0→0-4-0→0-4-1）を含めた複数回の大改造を受けている[28][38]。
  - 9号機「MAZURKA（マズルカ）[33]」

2021年製造、整備重量3トンでボイラーは灯油焚き。カラーリングは黒色。愛称はポーランドの民族舞踏にちなんでおり、協会が所有していたポーランド国鉄の銘板を取りつけられた際に命名された。また、2024年には運転台周りが改修されて前後の開口部が大きくなっている。8号機（バンビーノ）が初期に使用していた台枠などの足回りを流用して製造された、軸配置0-6-0の3シリンダー（中央シリンダーの弁装置はグレズリー式）のタンク機関車。2022年7月31日から2023年8月13日にかけて末廣農場にて展示されていた[28][39]。

ディーゼル機関車
- 酒井重工業製

- - 101号機

元国土交通省立山砂防工事専用軌道のTld-752。1966年製造、整備重量5トン。1983年に廃車後スクラップ業者経由で102・103号機と共に入手。同時に入手した3両のうち最も調子がよかったため重用されたが、その酷使の影響でエンジンが状態不良になり、1996年に102号機と交代して以後は休車状態になっている[40][41][42][43]。
  - 102号機

元立山砂防のTld-652。1966年製造、整備重量5トン。101・103号機と同様1983年に入手。101号機のエンジンの劣化が予想以上に早かったため1996年に走行可能な状態までレストアされ、以後は主力として活動中[40][41][43]。
  - 103号機

元立山砂防のTld-751。1965年製造、整備重量5トン。101・102号機と同様1983年に入手。入手時は最も状態が悪かったが、走行可能な状態までレストアされ予備機として活動中[40][41][43][44]。
- 加藤製作所製

- - 4号機

1950年製造、整備重量3トン。利根川の河川工事で使用された機関車で、建設会社の倉庫に保管されていたものを1973年に購入、まきば線には分解状態で搬入された。1985年にフルレストアに着手し、2024年現在もレストア中[40][43][45]。
  - 5号機

1950年製造、整備重量4トン。やはり利根川河川工事で使用され、1975年にスクラップ業者から購入。一時走行不能になっていたが2001年に動態復活。エアブレーキ装備がないため営業列車を牽くことはなく、入れ替えや事業用として使用されている[40][41][43][46]。
  - 13号機

整備重量5トン。もともと軌間508mmだったが入線に当たり軌間610mmに改軌している。現在は搭載できるエンジンがなく、事実上の休車状態である[47]。

その他
- ラッセル車ラキ1

元頸城鉄道のラキ1。1972年に廃止後の頸城鉄道から購入、小田急大野工場で762mmから610mmへの改軌作業を行った。
- 客車ホハ2・5

元井笠鉄道のホハ2・5。日本車両製造製。1913年製造。井笠鉄道廃止後、西武山口線（31・33）、レストランポッポ（32・34）を経て2011年にまきば線に搬入された。
ホハ5は2015年に修復完了、762mmから610mmへの改軌も行われ、二重屋根は製造時に近い段落ち屋根に復元されて採光窓も再現されている。ただしデッキ妻板は腐朽が激しいため、「仮復旧」として井笠鉄道ホハ12を参考にオープンデッキスタイルとなっている。
- フラットカー1501・1502

協会製のフラットカー。台車は日本海博の客車用に当時の国鉄松任工場で製作されたものを、朝顔形連結器は尾小屋鉄道で使用されていたものを装備している。通常は座席を載せてオープン客車として運用されている。1501のみ、着脱可能な屋根がある。
- 寝台車51「コバ号」

協会製の客車。糸魚川時代にツールカーとして製作された有蓋貨車の台枠に新造の木造車体を載せたもの。片側の側面に出入り口の引き戸があり、車内に折り畳み式の2段寝台が設置されている（車両定員2名）。
- 立山人車・立山トロ

立山砂防から入手した2軸の人車とナベトロや長物トロッコで計20両ほどが在籍している。かつてまきば線で客車として用いられたほか、イベントなどの出張運転でも使用される。
- ナベトロ各種

移動露天風呂としても使用されたものもある。
- モーターカー・工事車両

8輪の農作業用小型ダンプカーを鉄道車両に改造した砕石散布車などがある。
- その他多数

ショベルカーや軽トラックなどの重機や自動車がある。